# Röd sindhi

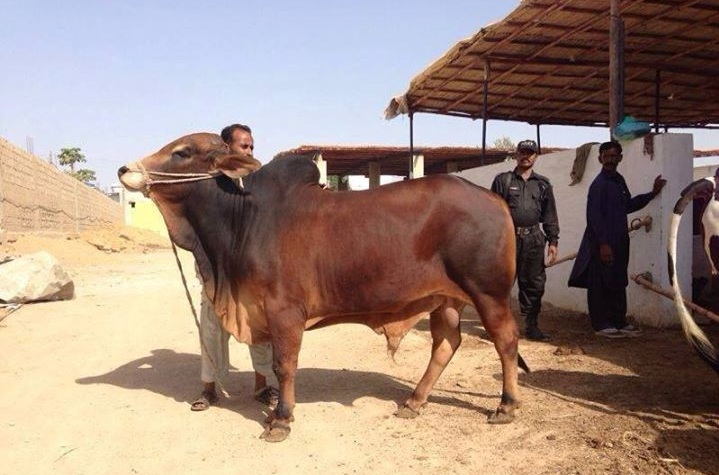
Ung sindhitjur i Pakistan.

Röd sindhi är en nötkreatur-ras, den mest populära av alla zebumjölkraserna.
Aveln påbörjades i den pakistanska Sindh-provinsen. De är mycket vanliga i mjölkproduktion i Indien, Pakistan, Bangladesh, Sri Lanka och andra länder. De har använts för korsning med tempererade (europeiska) mjölkraser i många länder, för att kombinera deras tropiska egenskaper (värmetolerans, fästingsresistans, sjukdomsresistans, fertilitet vid högre temperaturer etc.) med den större mjölkproduktionen hos raserna från tempererade regioner. Rasen har korsats med Jerseyko på många håll, bland annat i Indien, USA, Australien och Sri Lanka. Det har även korsats med exempelvis röda Holsteinen-Friesian, brun schweizare och danska.
Den har också varit med vid förbättring av kött- och "dual purpose"-boskap i många tropiska länder, eftersom rasen har tillräckligt mycket kött för att producera bra köttdjur i sådana korsningar, och den stora mjölkproduktionen gör att kalvarna växer snabbt och är redo för marknaden efter redan ett år.
Röd Sindhi är något mindre än den snarlika Sahiwal-kon, och producerar också något mindre mjölk. Detta har medfört att den förlorat i popularitet hos en del kommersiella mejerier i Indien och Pakistan, vilka har fasat ut sina Röd Sindhi-hjordar genom att korsa dem med Sahiwal-tjurar i några generationer. Detta har resulterat i kor som är Sahiwal till tre fjärdedelar och en fjärdedel Röd Sindhi, det går inte att särskilja dessa kor från renrasiga Sahiwalkor.
Röd Sindhi är röda, från djupt rödbruna till gulaktigt röda, vanligaste färgtonen är en djup röd färg. De skiljer sig både till färg och form från den andra mjölkrasen i Sindh-regionen, Tharparkar (eller Vit Sindhi). Röd Sindhi är mindre och rundare med en mer typisk mjölkkoform, och med korta, böjda horn, medan Tharparkar är högre och mer lika typiska Zebu-kor med längre, lyrformade horn.
Röd Sindhi används för mjölkproduktion även i Brasilien i viss utsträckning.